# Ibuka
Pour les articles homonymes, voir Ibuka (homonymie).
Ibuka, dont le nom officiel est « Ibuka - Mémoire et Justice », est une organisation non gouvernementale présente dans plusieurs pays, pour à la fois maintenir la mémoire du génocide des Tutsi au Rwanda et soutenir les rescapés.

## Objectifs de cette organisation
Ibuka œuvre pour la mémoire du Génocide des Tutsi au Rwanda, numérise les archives pour faciliter leur conservation et leur exploitation, lutte contre le négationnisme envers le génocide, s'active pour que justice soit faite envers les responsables de crimes génocidaires et le soutien aux rescapés des massacres perpétrés en 1994. Ibuka en kinyarwanda signifie « Souviens toi ».
Les sections nationales regroupent les survivants du génocide, les proches des victimes ainsi que toutes les personnes soucieuses de la mémoire des victimes et du sort des rescapés de ce génocide perpétré contre les Tutsis du Rwanda. Elles organisent des cérémonies commémoratives et s’efforcent de créer des lieux de mémoire.

## Sections
L'association « Ibuka - Mémoire et Justice » a été fondée en Belgique le 16 août 1994. En avril 2010, cette association a été reconnue par la Communauté française comme « centre de référence pour la transmission de la mémoire ». 
Le 28 mai 1995, une association portant le même nom a été créée en Suisse avec le même objectif. Le 14 novembre 1995, l'association Ibuka a été créée au Rwanda. En France, l'association « Ibuka-Mémoire, Justice et Soutien aux rescapés » a été créée en avril 2002, elle a été reconnue d’intérêt général en 2014. Des sections existent aussi aux Pays-Bas depuis 2003 et en Italie (Ibuka Italia - Memoria e giustizia). Les sections sont regroupées sous le nom « Ibuka-Europe »,.

## Historique

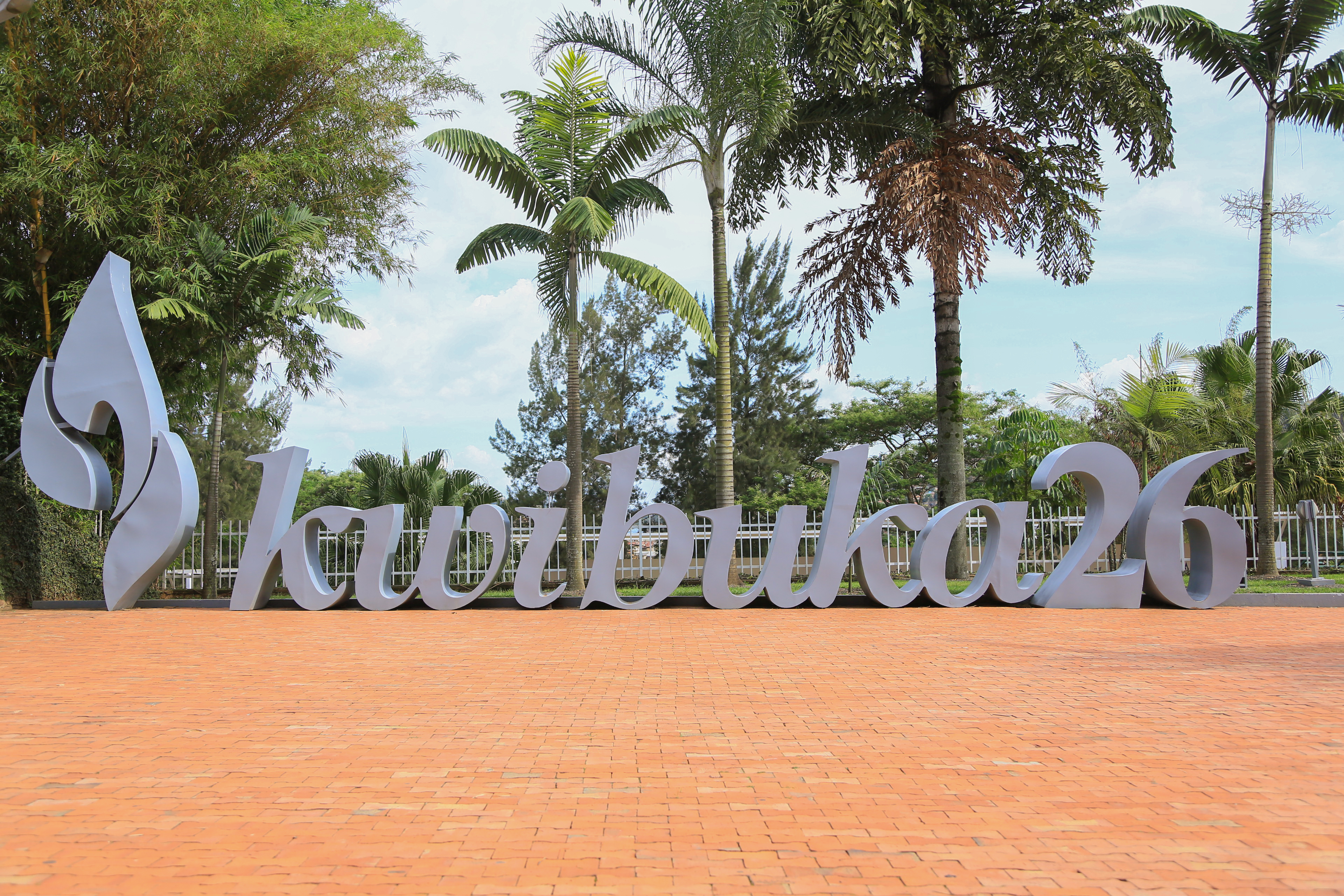
Monument pour la 26ème année après le génocide.

### Années 1990
En 1994 et peu après sa création, l'association Ibuka Belgique a pris position contre l’expulsion par la Suisse de Félicien Kabuga. Une manifestation s'est déroulée devant l’ambassade de Suisse à Bruxelles, avec comme slogan sur les pancartes : « Le génocide rwandais, c'est aussi l"affaire de la Suisse » ou encore« La Suisse ne blanchit plus, elle s'en lave les mains » . Expulsé finalement par la Suisse vers Kinshasa, Félicien Kabuga poursuit sa cavale en Afrique, puis en France où il est finalement arrêté en 2020  (il y vivait sous une fausse identité, âgé de 87 ans).
Dans le contexte des « règlements de compte », au moins une membre de Ibuka Rwanda à Kigali a reçu des menaces de mort, en 1996.

### Kwibuka 20

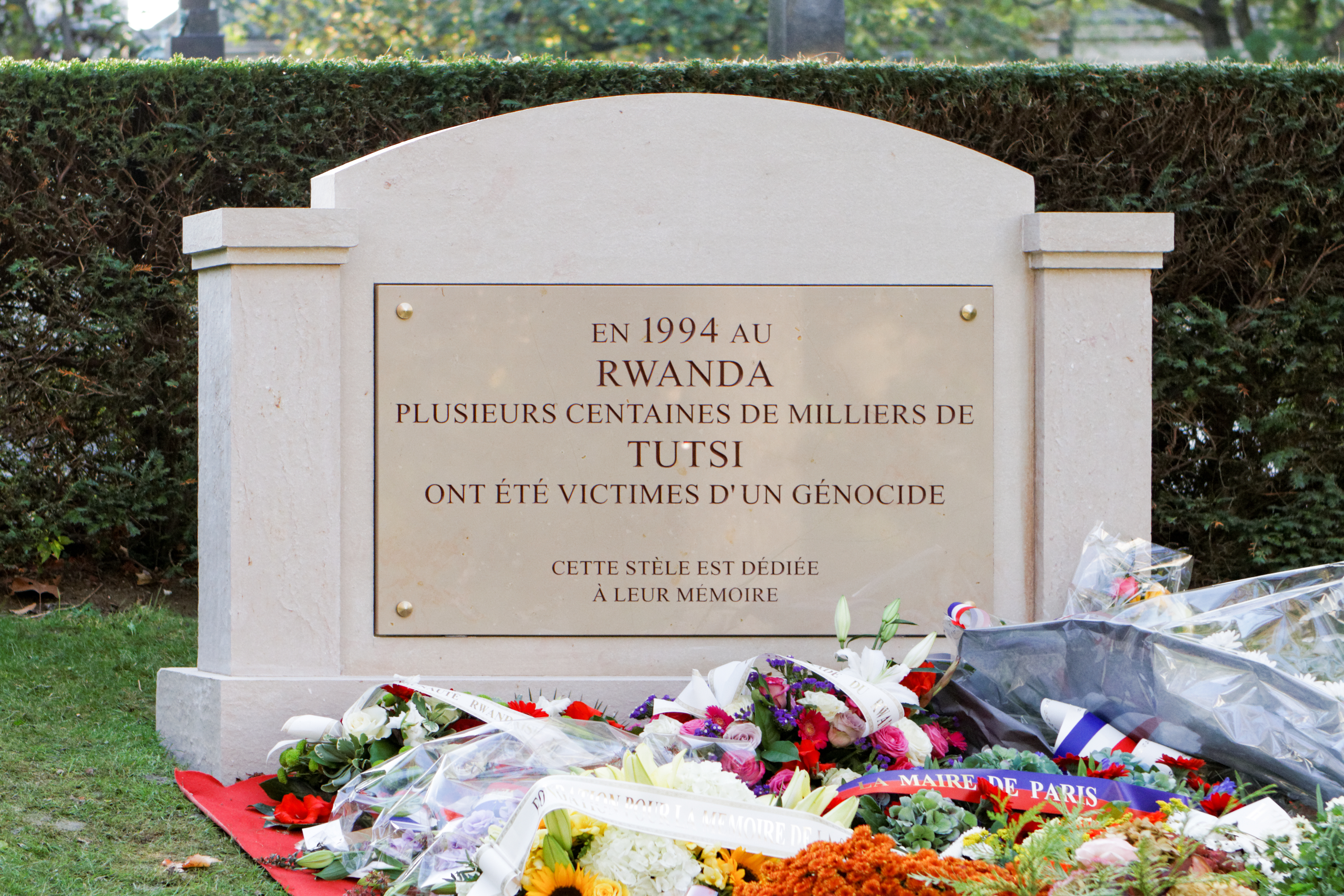
Stèle au cimetière du Père-Lachaise inaugurée le 31 octobre 2014.

La période du 7 janvier au 7 avril 2014 a été choisie pour commémorer le génocide dont c'était le 20e anniversaire. Le lancement officiel a eu lieu à Lyon en présence de Jacques Kabale (ambassadeur de la République du Rwanda en France), Alain Chouraqui (président de la fondation du Camp des Milles – Mémoire et Éducation), Hubert Julien Lafférière (vice président du Grand Lyon), et Emmanuel Rugema (président de l’association Ibuka).

### Kwibuka 25

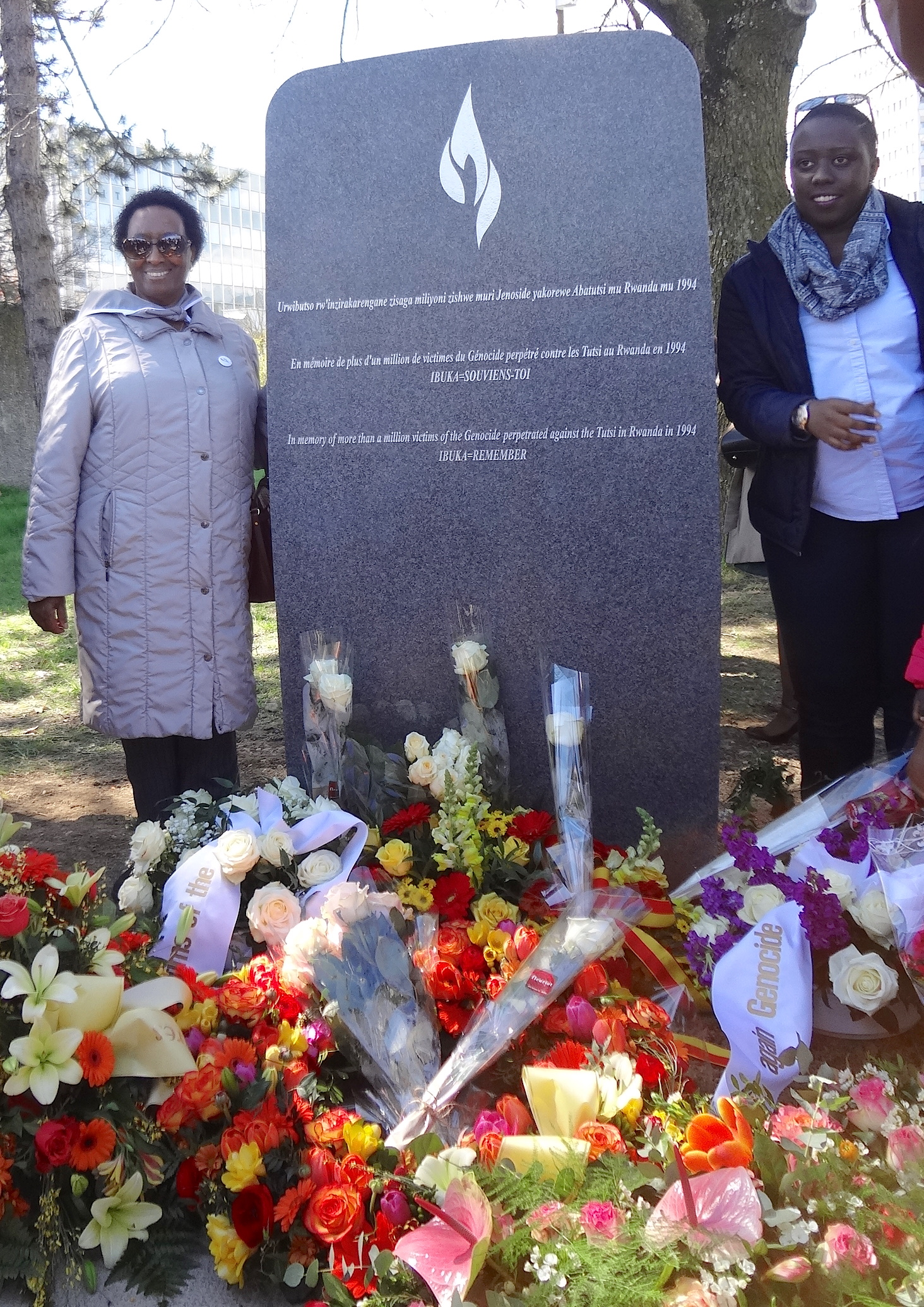
Stèle à Genève inaugurée en avril 2019.

Pour les 25 ans du génocide, des membres de l'association Ibuka France ont été reçus à l'Élysée par le président Emmanuel Macron, lequel s'est engagé à faire du 7 avril, une journée nationale des commémorations du génocide des Tutsis du Rwanda en France et de nommer une commission d’historiens pour travailler sur les archives françaises concernant la période d’engagement de la France au Rwanda entre 1990 et 1994,.
Un monument commémoratif a été dévoilé le 8 avril 2019 sur la place des Nations à Genève, en présence de Rémy Pagani (conseiller administratif de la Ville de Genève), Cesar Murangira (président de Ibuka Suisse) et François Xavier Ngarambe (ambassadeur du Rwanda en Suisse). La stèle en granit porte le texte « En mémoire de plus d’un million de victimes du Génocide perpétré contre les Tutsi au Rwanda en 1994 – IBUKA=Souviens-toi », gravé en kinyarwanda, en français et en anglais.
En Italie, la manifestation s'est déroulée le 7 avril sous le titre « Se souvenir, s'unir, se renouveler » (Ricordare, unire, rinnovare), à la John Cabot University (en).
Aux Pays-Bas, Christine Safari a témoigné de son vécu. Présidente de Ibuka Hollande, elle a épousé un néerlandais et est aujourd’hui infirmière à Rijswijk.

## Publications

### Co-éditions
- Radouane Bouhlal (direction) et Placide Kalisa (direction), N'épargnez pas les enfants ! : mémoire d'un génocide de proximité, Bruxelles, Éd. Aden ; MRAX (Mouvement contre le racisme, l'antisémitisme et la xénophobie) ; IBUKA-Mémoire et justice, 2009, 242 p. (ISBN 978-2-8059-0023-5)Publié en commémoration du 15e anniversaire du génocide Tutsi au Rwanda

### Films
- (en) Mugyema Landouard (producteur), Eugène Cornellus Byehunga (producteur) et Clément R. Rutenderi (narrateur), The preventable genocide, Kigali, Rwanda, Ibuka, 2001VHS. Documentaire sur le génocide.